# Sonya Walger
Sonya Walger, född 6 juni 1974 i Hampstead, London, är en engelsk skådespelare känd för rollerna som Penny Widmore i TV-serien Lost. 
Jane Parsons i TV-serien CSI:NY och Olivia Benford i TV-serien FlashForward. Hon var även med i avsnittet Death of a Hollow Man i Morden i Midsomer (1998). Hon var med i Tv-filmen The Librarian: Quest for the Spear (2004).